# Arctornis kenya
Arctornis kenya är en fjärilsart som beskrevs av Collenette 1931. Arctornis kenya ingår i släktet Arctornis och familjen tofsspinnare. Inga underarter finns listade i Catalogue of Life.